# Wolodymyr Abramow
Wolodymyr Wassylowytsch Abramow (ukrainisch Володимир Васильович Абрамов; * 6. August 1962 in Schowti Wody, Ukrainische SSR) ist ein ukrainischer Rechtsanwalt und Politiker. Abramow ist seit dem 25. Oktober 2015 Bürgermeister seiner Geburtsstadt Schowti Wody.

## Leben
Wolodymyr Abramow kam in Schowty Wody zur Welt und besuchte dort von 1969 bis 1979 die Schule Nr. 9, die er mit Auszeichnung abschloss.
Anschließend begann er in Russland an der staatlichen technischen Universität Moskauer Institut für Automobil- und Straßenverkehr ein Studium zum Maschinenbauingenieur, das er 1984, ebenfalls mit Auszeichnung abschloss und mit einem Aufbaustudium an gleicher Universität bis 1987 fortsetzte.
Von 1988 bis 1992 und von 1996 bis 2005 war er Dozent, Abteilungsleiter und schließlich Dekan am städtischen Wirtschaftsinstitut „Strategie“  in Schowti Wody. 1993 arbeitete er als Warenfachmann in einem Handelsunternehmen und von 1994 bis 1996 war er Offizier in der Verwaltung des Innenministeriums.
Zwischen 1997 und 2002 absolvierte er an der Nationalen Rechtsakademie der Ukraine „Jaroslaw der Weise“ ein Studium zum Rechtsanwalt das er, erneut mit Auszeichnung, abschloss und 2005 seine Zulassung zum Rechtsanwalt erhielt. In den Jahren 2007/08 war er Berater des Generaldirektors des Unternehmens VostGOK in Schowti Wody.
Bei den Kommunalwahlen in der Ukraine 2015 trat Wolodymyr Abramow als Kandidat der ukrainischen Partei „UKROP“ (Ukrainische Union der Patrioten; ukrainisch: УКРОП Українське об'єднання патріотів) in Schowti Wody an. Er gewann die Wahl mit 37,9 % der Wählerstimmen und ist seit dem 25. Oktober 2015, in Nachfolge von Wassyl Tarassenko, Bürgermeister der Stadt.
Abramow ist verheiratet und Vater einer 1988 geborenen Tochter.